# Flash Light
Flash Light — пісня гурту Parliament, випущена 1978 року. Вийшла в альбомі Funkentelechy Vs. the Placebo Syndrome, а також як сингл.
Ця пісня потрапила до списку 500 найкращих пісень усіх часів за версією журналу Rolling Stone.